# 阿仁矿山
阿仁矿山位于秋田县北秋田市（旧北秋田郡院内町）。开采金，银，铜，特别是银矿、铜矿的出产很多，1716年（享保元年）产铜成为日本第一，占长崎出口铜的主要部分。明治初年成为国营矿山。1885年（明治18年）出售，1978年（昭和53年）封山。

## 历史
江户时代前期的宽文年间（1661年-1672年）被发现，元禄14年（1701年）矿山直营化（秋田藩营化），经过5年（宝永1708年）的铜和铅的产量是上升到了360万斤。17世纪后半期至18世纪初段时间迎来了繁荣期。安永2年（1773年），秋田藩在平贺源内招聘矿山技术指导，翌安永3年建设冶炼厂。
- 1309年-金矿被发现了。
- 1387年-汤口，向山银矿被发现了。
- 1637年-小泽铜矿发现。
- 1644年-1647年由近江商人，青山清左衛門经营。向山银矿封闭。
- 1702年-阿仁矿山变为佐竹氏秋田藩直营，为铜山奉行所管理。
- 1716年-铜产日本第一。
- 1744年-这个时候为止，小泽，大泽，真木，三张，一之又，二之又，萱草等七山被开发的。
- 1784年-天明大饥荒使矿山开发流产了。
- 1871年-归由秋田县厅的经营。
- 1875年-归工部省经营（国营矿山）。
- 1882年-新式精炼厂开设。
- 1931年- 1935年世界铜的价格下降，一时休山。
- 1933年-以前完全被放弃了二十四孝的山顶金矿被发现，采矿开始。
- 1970年-生产作业被终止。
- 1978年-封山。